# Publio Cornelio Scipione
Publio Cornelio Scipione oder Scipione oder Scipio (HWV 20) ist eine Oper (Dramma per musica) in drei Akten von Georg Friedrich Händel.

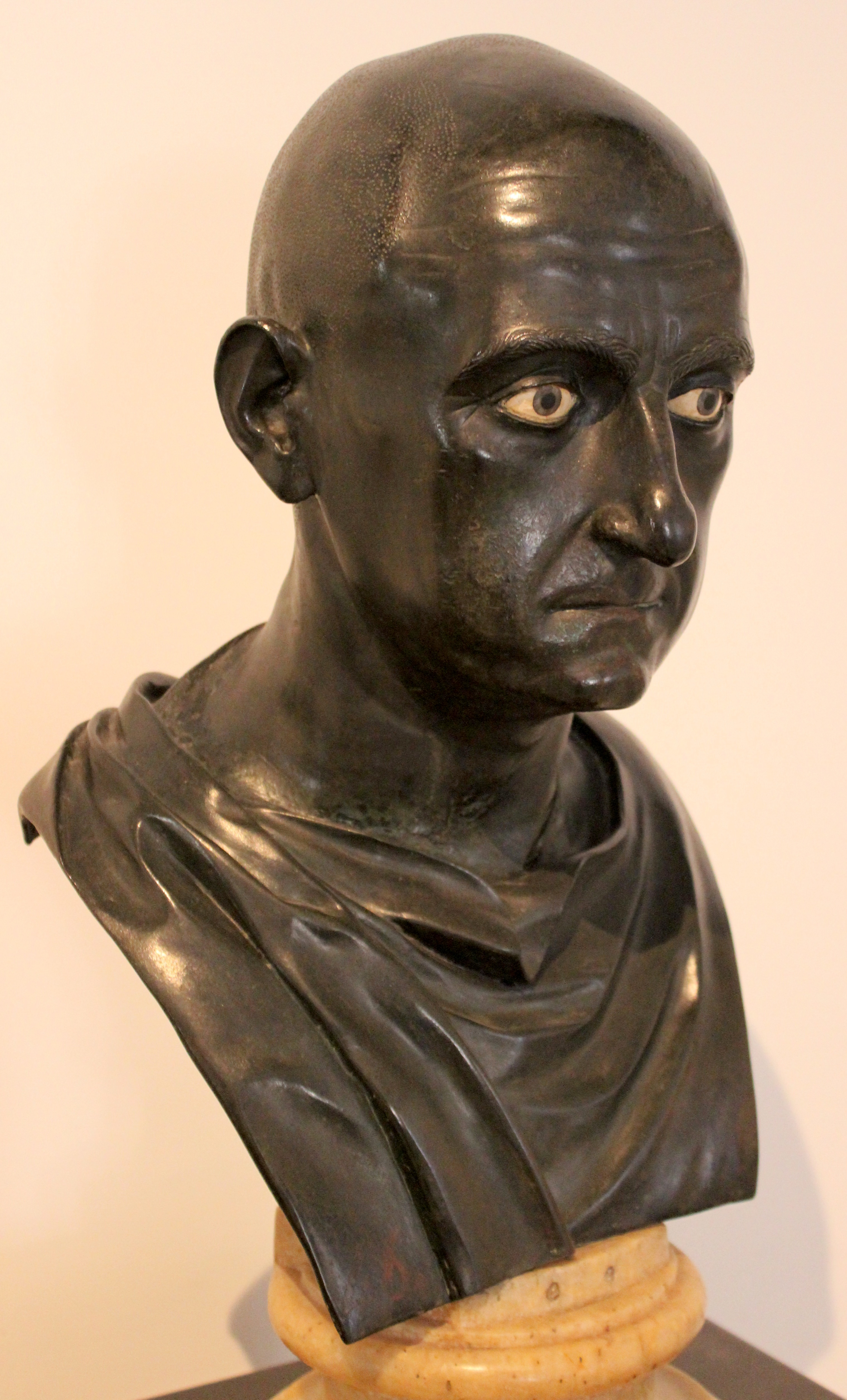
Scipio-Büste aus der Villa dei Papiri in Herculaneum
(Archäologisches Nationalmuseum Neapel)

## Entstehung
Im Herbst 1725 überschlugen sich die Meldungen in den Londoner Zeitungen über die bevorstehende Ankunft einer neuen italienischen Sopranistin:

“We hear that the Royal Academy [of] Musick, in the Hay Market, have contracted with famous Chauntess for 2500 l. who is coming over from Italy against the Winter.”

„Wie zu hören ist, hat die Königliche Musikakademie am Haymarket einen Vertrag mit einer berühmten Dame für 2500 £ gemacht, welche im Winter von Italien kommen wird.“

“Signiora Faustina, a famous Italian Lady, is coming over this Winter to rival Signiora Cuzzoni.”

„Signora Faustina, eine berühmte italienische Dame, wird in diesem Winter kommen, um Signora Cuzzoni Konkurrenz zu machen.“

Die Akademie hatte es in der Tat geschafft, die berühmteste Sopranistin Europas zu engagieren: die schöne Faustina Bordoni. Händel machte sich im Herbst 1725 sofort an die Arbeit, eine Oper, Alessandro, für die neue Konstellation an seinem Hause zu schreiben, mit zwei Primadonnen (Bordoni, Cuzzoni) und einem Primo uomo (Senesino). Doch die Diva ließ sich unverschämt viel Zeit und kam vorerst nicht: Sei es, dass sie so lange um ihre Gage feilschte (sie erhielt letztendlich „nur“ 2000 £) oder andere Gründe vorlagen. Nach Winton Dean hatte sie im Winter noch ein Engagement in der Wiener Karnevalssaison.
Händel jedenfalls musste handeln, denn die neue Spielzeit wollte gefüllt sein: Sein regelmäßiger Mitarbeiter und Textdichter Nicola Francesco Haym war nicht verfügbar, und so wandte er sich an Paolo Antonio Rolli, der für ihn 1721 schon zwei Libretti (Il Muzio Scevola und Floridante) verfasst hatte. Die Not muss groß gewesen sein, denn eigentlich lagen Rolli und Händel im Streit. Aber Händel brauchte ein Libretto, um die Zeit bis zur Ankunft der Bordoni zu überbrücken.
Am 30. November 1725 begann er zunächst mit einer Wiederaufnahme des Pasticcios L’Elpidia, ovvero Li rivali generosi die siebte Opernsaison der Royal Academy of Music; die Musik der Arien war größtenteils von Leonardo Vinci. Es folgten Wiederaufnahmen von Rodelinda und Ottone.
Im Februar 1726 vertonte er schließlich das von Rolli erstellte neue Libretto. Nach nur drei Wochen Arbeit schloss er die Komposition von Scipione am 2. März 1726 ab, wie er am Ende des Autographs notiert: „Fine dell Opera GFH March 2 | 1726.“ Schon zehn Tage später, am 12. März, wurde die Oper im King’s Theatre in London in Anwesenheit der königlichen Familie erstmals aufgeführt. Etwa in dieser Zeit traf dann „La Nuova Sirena“ in London ein.
Bereits während der Vertonung änderte Händel das Libretto, wie aus dem Vergleich der beiden Drucke von John Cluer und Walsh & Hare (beide von 1726) mit Händels Autograph hervorgeht. So wurde u. a. eine weitere geplante Partie (Rosalba, Berenices Mutter), die zu Beginn des zweiten Aktes (Rezitativ und Arie Nr. 14) skizziert war, wieder gestrichen und die betreffende Musik zum größten Teil in die Partie des Ernando eingearbeitet. Vermutlich geschah das infolge der kurzfristigen Verhinderung von Anna Vicenza Dotti, an der Aufführung der Oper teilzunehmen; sie war ursprünglich für die Rosalba-Partie vorgesehen.

### Libretto
Als Vorlage für Rollis Libretto diente Antonio Salvis gleichnamiges Textbuch, welches 1704 im Auftrag des Prinzen Ferdinando de’ Medici entstanden und in Livorno aufgeführt worden war. Weitere Dichtungen vor Händels Bearbeitung des Themas stammen von Nicolò Minato: Scipione affricano (Venedig 1664, vertont von Francesco Cavalli), Apostolo Zeno: Scipione nelle Spagne (1710, Musik von Alessandro Scarlatti) und Agostino Piovene: Publio Cornelio Scipione (Venedig 1712, vertont von Carlo Francesco Pollarolo).
Rollis Textbuch verbirgt an vielen Stellen die Tatsache nicht, dass es in großer Eile geschrieben wurde. Salvis Drama ist zwar langatmig, sich in den Situationen wiederholend und überladen mit politischen Konflikten, dennoch einheitlicher und logischer aufgebaut als das Durcheinander in Rollis Bearbeitung. Die meisten politischen Zusammenhänge und viele für das Verständnis notwendige Textpassagen lässt Rolli weg und entzieht so den Figuren ihre Handlungsmotivation.
Die Schwäche des Textes, die sicher zum Teil der Notwendigkeit großer Eile zuzuschreiben ist, lässt die Oper Scipione zweifellos hinter den drei vorangegangenen Meisterwerken Händels, Giulio Cesare, Tamerlano und Rodelinda, und wohl auch hinter dessen meiste frühere Akademie-Opern zurücktreten, obwohl sie viel gute Musik enthält.
Besetzung der Uraufführung:
- Scipione – Antonio Baldi (Altkastrat)
- Lucejo – Francesco Bernardi, genannt „Senesino“ (Mezzosoprankastrat)
- Berenice – Francesca Cuzzoni (Sopran)
- Lelio – Luigi Antinori (Tenor)
- Ernando – Giuseppe Maria Boschi (Bass)
- Armira – Livia Costantini, genannt „La Polacchina“ (Sopran)

In der ersten Saison kam das Werk auf dreizehn Vorstellungen. Eine Wiederaufnahme erfolgte ab 3. November 1730 für sechs Aufführungen, in der allerdings zahlreiche Umarbeitungen vorgenommen wurden. Händel fügte viele Gesänge aus seinen früheren Opern ein und komponierte einiges neu. Doch weder Scipione als Drama noch deren Charaktere, ausgenommen vielleicht die Armira, haben durch diese Umstrukturierungen gewonnen.
Die erste moderne Aufführung fand am 20. Juni 1937 bei den Göttinger Händel-Festspielen in einer deutschen Textfassung von Emilie Dahnk-Baroffio und unter der musikalischen Leitung von Fritz Lehmann statt.
Die erste vollständige Aufführung des Stückes seit 1726 und in historischer Aufführungspraxis war eine konzertante Aufführung am 24. Juni 1993 beim „Festival International de Musique Baroque“ in Beaune mit den Les Talens Lyriques, unter Leitung von Christophe Rousset.

## Handlung

### Historischer und literarischer Hintergrund

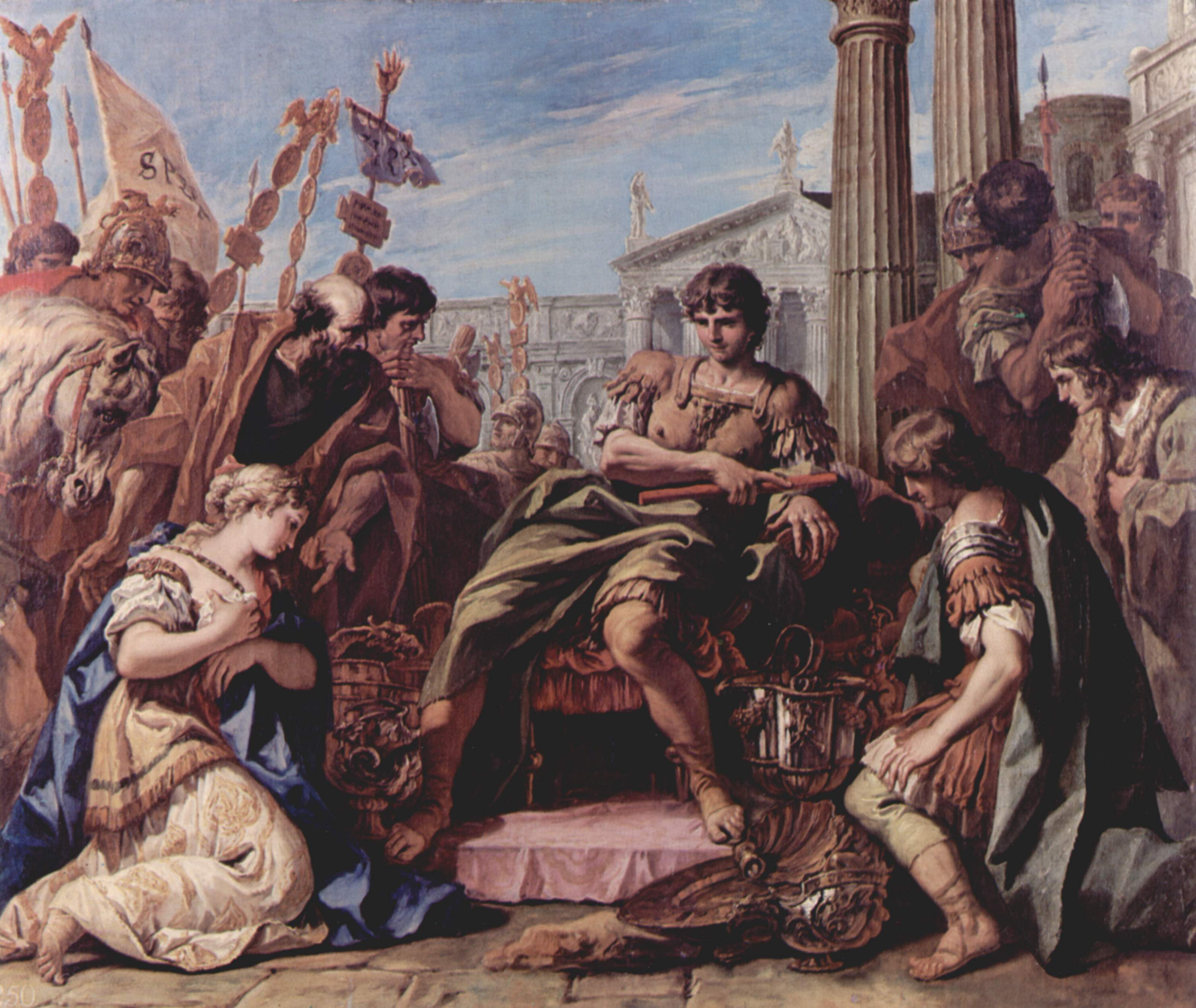
Sebastiano Ricci: Die Zurückhaltung des Scipio (Royal Collection, London)

Von den zahlreichen römischen Persönlichkeiten mit dem Namen Scipio ist hier Publius Cornelius Scipio Africanus Major gemeint, der während des Zweiten Punischen Krieges 218–204 v. Chr. Carthago Nova (das heutige Cartagena) eroberte, die wichtigste Handelsniederlassung der Karthager auf europäischem Boden. Der historische Hintergrund wird berichtet in den Historiae (10. Buch) des griechischen Geschichtsschreibers Polybios und in dem römischen Geschichtswerk Ab Urbe Condita von Titus Livius. Im 50. Kapitel des 26. Buches dieses umfassenden Werkes berichtet Livius, ohne ihren Namen zu nennen, von einem ausnehmend schönen Mädchen, welches sich unter den Gefangenen nach der Eroberung Neu-Karthagos befand. Wie schon in anderen Fällen behandelte Scipio auch diese Jungfrau, die Verlobte des keltiberischen Häuptlings Allucius, wenn auch aus politischem Kalkül, sehr respektvoll, gab sie ihrem Bräutigam ein Jahr später unversehrt zurück und gewann ihn dadurch zum Verbündeten. Das von ihren Eltern für den Freikauf bestimmte Gold nahm Scipio nur an, um es sofort dem Liebespaar als Brautgeschenk zu überreichen. Allucius schwor daraufhin Scipio Treue und begann sofort unter seinen Leuten mit der Rekrutierung von Soldaten für das römische Heer: Schon nach wenigen Tagen konnte er Scipio 1400 Reiter schicken.

### Erster Akt
Platz mit Triumphbogen in Neu-Karthago. Scipione zieht mit seinem Streitwagen im Triumph durch die eroberte Stadt und zeichnet seine besten Kämpfer für ihre Taten aus. Lelio lässt die Gefangenen vorführen. Als Scipione diese mustert, fällt ihm eine besonders schöne Frau mit dem Namen Berenice darunter auf. Zusammen mit ihrer Vertrauten Armira lässt er sie heraustreten und übergibt sie der Obhut Lelios, versichert ihr aber, dass ihre Ehre nicht angetastet werde. Danach setzt er seinen Triumphzug fort. Lelio schnappt einen Sehnsuchtsausbruch Berenices nach ihrem Geliebten Lucejo auf und erzählt ihr, dass dieser ihn einst freigelassen hatte, als er Gefangener von Lucejos Vater war. Lelio verspricht den beiden Frauen unter seinem Schutz eine Zeit der Erholung und Ruhe, doch Berenice quält die Sorge um ihren Geliebten.
Als Lelio die beiden Damen fortgebracht hat, erscheint Lucejo, verkleidet als römischer Soldat. Er hat seine Verlobte unter den Gefangenen während des Triumphzuges erkannt und will sich nun bei den Römern einschleichen, um Berenice nahe zu sein.
Garten. Nach all den Festlichkeiten ist Scipione nun allein und sondiert seine Lage: er stellt fest, sich in Berenice verliebt zu haben, was er als Politiker und Soldat durchaus problematisch sieht. Mit der Ankündigung der beiden gefangenen Frauen unterbricht Lelio ihn in seinen Überlegungen. Scipione mutmaßt sofort, dass Lelio sich in Armira verliebt habe. Als beide feststellen, nun verliebt zu sein, warnt Lelio den Feldherrn, Berenice sei schon mit einem anderen verlobt. Abgehend weist Scipione Lelio an, auf Berenice besonders aufzupassen und niemanden zu ihr zu lassen, während Armira ihm gehören solle.
Lelio gesteht der in den Garten kommenden Armira seine Liebe, die darauf erwidert, dass sie sich dazu in Gefangenschaft nicht frei äußern könne. Als Berenice dazukommt, offenbart Lelio ihr, dass Scipione in sie verliebt sei und sie gut daran täte, sich ihm nicht zu verweigern. Sie erwähnt vorwurfsvoll seinen Freund Lucejo, doch er versucht zu beschwichtigen und geht ab. Nun ist Berenice ihrer Verzweiflung überlassen. Lucejo, der sich nun nähert, mischt sich zu ihrer großen Überraschung schon von ferne in ihren Klagegesang: Sie erkennt ihn sofort und ist überglücklich, ihn lebend wiederzusehen. Doch ihre Angst, er könnte hier von Scipione entdeckt werden, gewinnt die Oberhand, und sie drängt ihn, sofort zu verschwinden. Gerade noch rechtzeitig erreicht er ein Versteck, das er aber wutentbrannt sofort wieder verlässt, als er hört, wie der gerade gekommene Scipione Annäherungsversuche bei seiner Verlobten macht. Nun ist es an Berenice, geschickt abzulenken, um zu verhindern, dass er seine Identität selbst verrät. Sie überschüttet ihn, den vermeintlichen Römer, mit Vorwürfen und lässt ihn gar nicht zu Worte kommen. Lelio, der dazukommt, erfasst die Situation sofort und beteiligt sich an der Täuschung Scipiones, indem er Lucejo mit „Erennio“ anspricht und den angeblich verstörten römischen Soldaten ins Feldlager zurückschickt. Als alle gegangen sind, bleibt Lujeco, von Eifersucht geplagt, zurück.

### Zweiter Akt
Hafen, mit einem anlegenden Schiff. Um seine Tochter Berenice zu retten, hat der balearische König Ernando beschlossen, sich den Römern zu unterwerfen. Um Scipione sein Friedensangebot zu überbringen, ist er nach Neu-Karthago gekommen und wird von Lelio empfangen. Der begegnet Ernando freundlich und deutet an, dass Scipione sogar seine Freundschaft zu erlangen suche.
Gemach der beiden Gefangenen. In ihrem zugewiesenen Gemach ist Berenice um ihren Liebsten besorgt, als Scipione erscheint und von ihr wissen möchte, welcher Herkunft sie sei. Sie sagt es ihm. Daraufhin will er ihr seine Liebe erklären, aber mit dem Hinweis, dass ihr Herz nicht mehr frei sei, fährt sie ihm über den Mund. Scipione behält seine Verzweiflung darüber für sich und geht ab.
Jetzt kommen Lelio und Lucejo zu Berenice. Aber bevor Lucejo sich überhaupt an sie wenden kann, fährt sie ihn erneut an, er solle sofort verschwinden, denn wenn Scipione ihn erwische, werde es ihm schlecht ergehen. Wiederum versteht Lucejo ihre Entschlossenheit falsch und bezichtigt sie erneut der Untreue. Als er wütend gegangen ist, bittet Berenice Lelio, ein Auge auf ihren vor Eifersucht blinden Verlobten zu haben, dass er sich nicht selbst in Gefahr bringe. Verzweifelt bleibt sie allein.
Einmal mehr bedrängt Lelio Armira. Sie aber hält ihn hin und verweist darauf, ihn, wenn überhaupt, nur in Freiheit lieben zu können. Er fürchtet jedoch, nicht ganz zu Unrecht, getäuscht zu werden. In der Tat hofft Armira, dass ihr Vater Indibile sie bald aus der Gefangenschaft befreien werde.
Auf der Suche nach Berenice trifft Lucejo, immer noch inkognito, auf Armira, die ihm erzählt, dass Scipione in Berenice verliebt sei. Er möchte natürlich wissen, ob dessen Liebe von Berenice erwidert wird, denn er selbst liebe Berenice auch. Da Armira nicht weiß, wer ihr die Frage stellt, beantwortet sie diese nicht. Der vermeintlich römische Soldat ist ihr aber so sympathisch, dass sie ihm verspricht, darüber Stillschweigen zu bewahren.
Die dazukommende Berenice schnappt gerade noch den letzten Satz Lucejos auf, in dem dieser sich für das Entgegenkommen von Armira bei der „Schönen“ bedankt, und beobachtet auch, wie er dankend ihre Hand ergreift. Berenice, nun von Eifersucht übermannt, wirft ihrer Freundin Vertrauensbruch vor. Beleidigt geht Armira ab. Als sie sich in Rage nun Lucejo zuwenden will, eskaliert die Situation durch das Eintreffen Scipiones. Dieser weist den „Soldaten“ an, zu verschwinden, und Lucejo offenbart seine wahre Identität. Zu Scipione sagt er, dass dieser zwar nicht sein Gegner im Kriege, aber in der Liebe sei. Lucejo fordert Scipione zum Duell, doch Lelio, der mit Soldaten kommt, verhaftet ihn.
Scipione verspricht Berenice, Lucejos Leben zu schonen, jedoch müsse sie sich damit abfinden, einen Römer zu heiraten, der ihrer würdiger sei als ein gefangener Prinz. Das weist sie von sich: Sie will wie ein Fels in der Brandung zu Lucejo stehen.

### Dritter Akt
Ernando wird von Scipione zu einer Privataudienz freundlich empfangen, der ihm sagt, dass er Gefallen an seiner Tochter Berenice gefunden hat und diese gern heiraten würde. Doch der aufrichtige Ernando weist dies zurück, da er der Ehe von Berenice und Lucejo schon zugestimmt habe und die Ehre es verbieten würde, dieses Versprechen zu brechen. Nun könnte der mächtige Scipione seine Begehrlichkeit einfach durchsetzen, doch entscheidet er sich, den Pfad der Tugend zu gehen, um seinen Ruf zu schützen. Er lässt Lucejo die Nachricht überbringen, dass er als Gefangener nach Rom gebracht werden soll. Als dieser aber es von Lelio erfährt, möchte er lieber sterben, als in die Verbannung geschickt zu werden. Berenice bittet, ihm beistehen und folgen zu dürfen, was auch immer passieren möge, und fleht Scipione an, sie als Schuldige zu bestrafen und Lucejo zu verschonen. Scipione verspricht ihr, sie zufriedenzustellen.
Thronsaal. Ernando erscheint jetzt zu einem diesmal offiziellen Empfang vor Scipione und überreicht diesem als Lösegeld für seine Tochter goldene und silberne Geschenke. Scipione lässt Berenice hereinholen. Als er merkt, dass sie ist immer noch nicht ganz glücklich ist, ermutigt er sie erneut, hoffnungsvoll zu sein.
Lelio hat erfahren, dass auch Armira von hohem Stande, nämlich die Tochter des iberischen Fürsten Indibile, eines Freundes der Römer, ist, und lässt sie frei. Jetzt kann Armira zu ihrer Liebe für Lelio stehen.
Auf dem Weg zum Thronsaal trifft Berenice auf Lucejo, der ihr berichtet, Scipione habe ihm die Freiheit geschenkt und ihm sein Schwert zurückgegeben. Beide haben ihre Eifersucht überwunden, verkünden ihre unsterbliche Liebe zueinander und eilen voller Hoffnung zu Scipione. Dieser verkündet, auf Berenice zu verzichten, und bietet ihnen die Freundschaft und Unterstützung Roms an. Schließlich überreicht er Berenice Ernandos Geschenke als Mitgift. Überwältigt von so viel Milde und Edelmut, schwört Lucejo in großer Dankbarkeit Rom ewige Treue.

## Musik

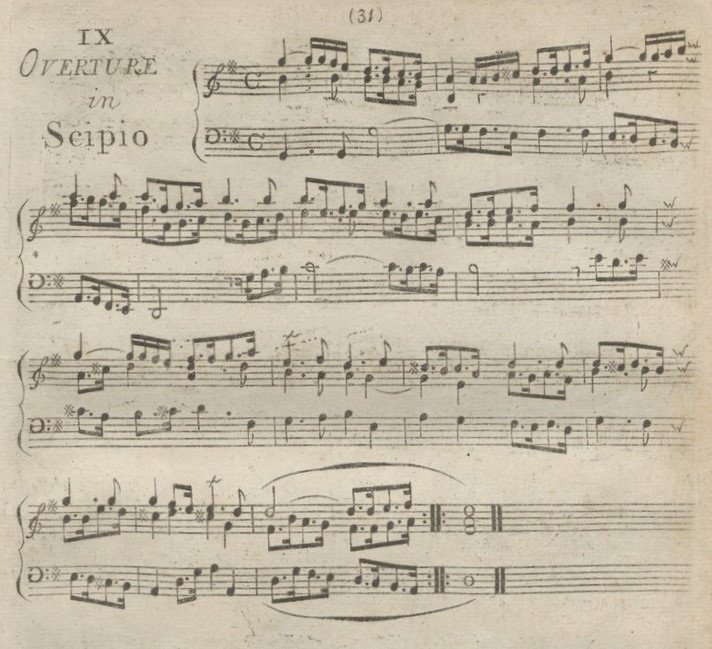
Beginn der Ouvertüre. Druck von John Walsh, London 1760

Die Oper beginnt mit einer Überraschung: Die sonst der majestätischen Einleitung folgende übliche Allegro-Fuge in der französischen Ouvertüre ist in diesem Fall eine Konstruktion, in der das Thema sofort mit einem Kontrapunkt einsetzt, um schon nach zwei Takten einen weiteren Kontrapunkt einzuführen, der sich postwendend als Bestandteil des Hauptthemas herausstellt. Sonst erinnert dieses Allegro im 3/8-Takt nur sehr entfernt an eine Fuge.
Wenn der Vorhang sich zur ersten Szene hebt, sieht man den Triumphzug des Scipione, wozu ein langsamer Marsch ertönt. Bezeichnend für das zu jener Zeit in England herrschende militärische Selbstbewusstsein ist, dass die englische Grenadiergarde diesen in den 1740er Jahren als Regimentsmarsch übernahm.
Dem folgen elf Arien im ersten Akt, neun im zweiten und im dritten zehn Arien und zwei Accompagnato-Rezitative sowie ein Schlussduett und der für das Solistenensemble gedachte Schlusschor. Händel bezeichnet in seinem Autograph genau, welche Person welche Stimme in diesem „Chor“ singen soll: 1. Stimme – Cuzzoni und Costantini, 2. Stimme – Senesino, 3. Stimme – Baldi. 4. Stimme – Antinori, 5. Stimme – Boschi.
Bei der Umarbeitung für die neue Besetzung von 1730 beschränkte sich Händel nicht nur auf die Neufassung einiger Rezitativteile (vor allem in der Partie des Titelhelden, die aus der für einen Kastraten bestimmten Altlage in die Tenorlage versetzt wurde, sowie in der Partie des Lelio in der umgekehrten Folge Tenor → Alt), sondern nahm weitere zahlreiche Änderungen vor.

## Struktur der Oper
Ouverture. – (Air) Allegro. (2 Ob, Fg, Str, BC)

### Erster Akt
| Scena I    | 1. Marche. (2 Ob, 2 Hr, Str, BC)                                                        |
|            | 2. Arioso. Scipione (2 Vl, BC) Abbiam vinto, e Iberia doma                              |
|            | Recitativo. Scipione, Lelio, Berenice, Armira A Tiberio io, e a Sesto                   |
|            | 3. Arioso. Scipione (BC) Scaccia, bella, dal seno il timore!                            |
|            | Da capo: 2. Arioso.                                                                     |
|            | Recitativo. Berenice, Lelio, Armira Oh Lucejo! E qual nome con dolor proferisti?        |
|            | 4. Aria. Berenice (Str, BC) Un caro amante, gentil costante                             |
| Scena II   | Recitativo. Lujeco Quando vengo                                                         |
|            | 5. Aria. Lujeco (2 Vl, BC) Lamentandomi corro a volo                                    |
| Scena III  | Recitativo. Scipione, Lelio Oh quante grazie Amore                                      |
| Scena IV   | Recitativo. Lelio, Armira Armira, e perche mesta?                                       |
|            | 6. Aria. Armira (2 Vl, BC) Libera chi non è i lacci del suo piè                         |
|            | Recitativo. Lelio Indegna e in ver                                                      |
| Scena V    | Recitativo. Lelio, Berenice Del vincitore, oh bella                                     |
|            | 7. Aria. Lelio (Str, BC) No, non sì teme d’incerto affanno                              |
|            | 8. Recitativo accompagnato. Berenice (Str, BC) Oh sventurati affetti!                   |
|            | 9. Aria. Berenice (BC) Dolci burette che spirate                                        |
| Scena VI   | Arioso e Recitativo. Lujeco, Berenice (BC) Molli aurette, v’arrestate! / E che ascolto! |
|            | 10. Aria. Lujeco (2 Vl, BC) Dimmi, cara, dimmi: “tu dei morir”                          |
| Scena VII  | Recitativo. Berenice, Scipione, Lujeco Ah, t'ascondi! non lunge                         |
|            | 11. Aria. Berenice (2 Vl, BC) Vanne, parti, audace, altiero                             |
| Scena VIII | Recitativo. Lelio, Lujeco, Scipione Giunsi a tempo; si salvi                            |
|            | 12. Aria. Lujeco (2 Vl, BC) Figlia di reo timor, fredo velen                            |

### Zweiter Akt
| Scena I    | 13. Sinfonia. (2 Ob, Fg, Str, BC)                                      |
|            | Recitativo. Ernando, Lelio Merce del vincitor                          |
|            | 14. Aria. Ernando (2 Ob, Str, BC) Braccio si valoroso                  |
| Scena II   | 15. Arioso. Berenice (Str, BC) Tutta raccolta ancor nel palpitante cor |
|            | Recitativo. Scipione, Berenice Di libertade il dono                    |
|            | 16a. Aria. Scipione (2 Ob, Fg, Str, BC) So gli altri debellar          |
| Scena III  | Recitativo. Lelio, Lujeco, Berenice Ecco, oh Prence                    |
|            | 17. Aria. Lujeco (2 Vl, BC) Parto, fuggo: resta, e godi                |
|            | Recitativo. Berenice, Lelio Seguilo, oh duce!                          |
|            | 18. Aria. Berenice (Str, BC) Come onda incalza altr’onda               |
| Scena IV   | Recitativo. Armira, Lelio Importuno tu sei                             |
|            | 19. Aria. Lelio (2 Ob, Str, BC) Temo che lusinghiero                   |
|            | Recitativo. Armira Lusingarlo mi giova                                 |
|            | 20. Aria. Armira (2 Ob, Str, BC) Voglio contenta allor                 |
| Scena V    | Recitativo. Lujeco, Armira Qui torno, e qui                            |
| Scena VI   | Recitativo. Berenice, Lujeco, Armira ”Bella! mi conforti!”             |
| Scena VII  | Recitativo. Scipione, Lujeco, Berenice Tanto s’ardisce ancora          |
| Scena VIII | Recitativo. Berenice, Scipione, Lelio, Lujeco Numi, lo difendete!      |
|            | 21. Aria. Lujeco (Str, BC) Cedo a Roma, e cedo a te                    |
|            | Recitativo. Berenice, Scipione Signor, del tuo fisso pensar            |
|            | 22. Aria. Berenice (2 Ob, Fg, Str, BC) Scoglio d’immota fronte         |

### Dritter Akt
| Scena I                    | Recitativo. Scipione, Lelio, Ernando Miseri affetti miei!                        |
|                            | 23. Aria. Ernando (2 Ob, Fg, 2 Vl, BC) Tutta rea la vita umana                   |
|                            | Recitativo. Scipione, Lelio Degni amici di Roma                                  |
|                            | 24. Recitativo accompagnato. Scipione (Str, BC) Il poter qualche brami           |
| Scena II                   | Recitativo. Lelio, Berenice, Lujeco In questo luogo, oh Prence                   |
|                            | 25. Aria. Lujeco (2 Fl, Str, BC) Se mormora rivo o fronda                        |
|                            | Recitativo. Lelio Più resister non posso                                         |
| Scena III (erst in Takt 9) | 26. Recitativo accompagnato. Berenice, Scipione (Str, BC) Ah, Scipion, dove sei? |
|                            | 27a. Aria. Berenice (2 Vl, BC) Il fulgido seren d’un rapido balen                |
| Scena IV                   | 28a. Sinfonia. (2 Ob, Fg, Str, BC)                                               |
|                            | Recitativo. Ernando, Scipione, Berenice All’invitto Proconsole Romano            |
| Scena V                    | Recitativo. Ernando, Scipione, Berenice Oh dolce figlia!                         |
|                            | 29. Aria. Scipione (2 Vl, BC) Gioja sì speri, sì                                 |
| Scena VI                   | Recitativo. Lelio, Armira Tu, d’indibile Figlia                                  |
|                            | 30. Aria. Armira (2 Vl, BC) Nell’amor, nella speranza                            |
|                            | Recitativo. Lelio, Lujeco Prence, il rigor                                       |
|                            | 31. Aria. Lelio (Str, BC) Del debella la gloria                                  |
| Scena VII                  | Recitativo. Berenice, Lujeco Dove, oh Prencipe amato?                            |
|                            | 32. Aria. Berenice (2 Vl, BC) Bella notte senza stelle                           |
|                            | Recitativo. Lujeco Squarciasi’l fosco vel                                        |
|                            | 33. Aria. Lujeco (2 Ob, Str, BC) Come al nazio boschetto                         |
|                            | Recitativo. Lujeco Quanto timor costate                                          |
|                            | 34. Aria. Lujeco (Str, BC) Son pellegrino che d’alto vede                        |
| Scena VIII                 | 35. Arioso. Scipione (2 Vl, BC) Dopo il nemico oppresso                          |
|                            | Recitativo. Scipione, Lelio, Ernando, Lujeco, Berenice Venga Lucejo! … Prence    |
|                            | 36. Recitativo accompagnato. Lujeco (Str, BC) In testimon io chiamo              |
|                            | 37. Duetto. Berenice, Lujeco (2 Vl, BC) Sì fuggano i tormenti                    |
|                            | Recitativo. Scipione Marte riposi                                                |
|                            | 38. Coro. (2 Ob, 2 Hr, Fg, Str, BC) Faranno gioja intera vittoria                |

## Erfolg & Kritik
Antoine François Prévost, Autor des Romans Manon Lescaut, berichtete 1733 aus London:

« D’habiles Musiciens m’ont assure que Julius Caesar, Scipione et Rodelinda sont ses plus excellens Ouvrages. »

„Kompetente Musiker haben mir mitgeteilt, dass Giulio Cesare, Scipione und Rodelinda [Händels] beste Werke sind.“

Der englische Musikhistoriker Charles Burney, der selbst als Geiger und Bratscher in den 1740er Jahren in Händels Orchester spielte, beurteilte Scipione 1789 so:

“[…] though the first act of this opera is rather feeble, and the last not so excellent as that of some of his other dramas, the second act contains beauties of various kinds sufficient to establish its reputation, as a work worthy of its great author in his meridian splendor.”

„[…] wenn auch der erste Akt dieser Oper ein bisschen dürftig ist und der letzte nicht so hervorragend, wie die einiger seiner sonstigen Dramen, enthält der zweite Akt doch Schönheiten verschiedener Art, um würdig in der Reihe der Werke eines großen Autors auf dem Zenit seines Ruhmes zu stehen.“

## Orchester
Zwei Blockflöten, zwei Traversflöten, zwei Oboen, Fagott, zwei Hörner, Streicher, Basso continuo (Violoncello, Laute, Cembalo).

## Diskografie
- Rappel FNAC 5 (1979): Anthony Roden (Scipione), Paul Esswood (Lucejo), Valerie Masterson (Berenice), Peter Jeffes (Lelio), Jan Comboy (Ernando), Helen Watts (Armira)

Haendel Opera Society; Dir. Charles Farncombe (englisch)
- FNAC Music 592245 (1994): Derek Lee Ragin (Scipione), Doris Lamprecht (Lucejo), Sandrine Piau (Berenice), Guy Fletcher (Lelio), Olivier Lallouette (Ernando), Vanda Tabery (Armira)

Les Talens Lyriques; Dir. Christophe Rousset (171 min)